# Амеюго
Амеюго (ісп. Ameyugo) — муніципалітет в Іспанії, у складі автономної спільноти Кастилія-і-Леон, у провінції Бургос. Населення — 99 осіб (2010).
Муніципалітет розташований на відстані близько 250 км на північ від Мадрида, 60 км на північний схід від Бургоса.

## Демографія
Динаміка населення (INE ):